# 段渉復辰
段 渉復辰（だん しょうふくしん、拼音：Duàn Shèfùchén、? - 318年）は、鮮卑段部の大人。石勒載記では段截附真と記載される、元帝本紀では段辰と記載される。段乞珍の子で、段務勿塵の弟。

## 生涯
312年頃、段渉復辰は亡くなった兄の段務勿塵に代わり、その子である段疾陸眷に位を継承させた。時期は不明だが、朝廷より単于・広寧公に封じられている。
317年7月、段匹磾は劉琨と共に石勒討伐を目論んで固安に進駐すると、段疾陸眷・段渉復辰・段末波らを招集した。しかし、段末波は石勒からかつて厚恩を受けていたので、軍を進めなかった。また、段渉復辰らへ「父兄が子弟に従うのは恥ではないでしょうか。また、仮に功績を挙げたとしても、匹磾がこれを独占するでしょう。我らに一体何の益がありましょう！」と述べたので、段渉復辰は軍を撤退させた。劉琨と段匹磾は勢いを削がれ、止む無く退却した。
318年1月、段疾陸眷は病死した。彼の子は幼かったので、代わって段渉復辰が自ら継いだ。
薊城を統治していた段匹磾は兄の死を聞き、段部の本拠である令支に向かった。その従弟である段末波は「匹磾が来るのは、簒奪の意志があるからです」と告げると、段渉復辰はこれに同意した。その為、段匹磾が右北平に入ると、段渉復辰は兵を発して前進を阻んだ。だが、段末波は隙を突いて段渉復辰を襲撃し、段渉復辰とその子弟を始め一派の者をみな誅殺すると、自ら単于を称して自立した。

## 参考資料
- 『晋書』（元帝明帝紀、列伝第三十三）
- 『資治通鑑』（巻第八十七、巻第九十）
- 『魏書』（列伝第九十一）